# Cat Stevens
Yusuf Islam, född 21 juli 1948 i London som Stephen Demetre Georgiou, är en brittisk sångare, gitarrist och låtskrivare med svensk och grekcypriotisk bakgrund. Han har varit aktiv som musiker under namnen Cat Stevens (1966–1978) och Yusuf (2000-talet).
Under sin storhetstid på 1970-talet som Cat Stevens hade han stora singelframgångar med låtar som "Wild World", "Father and Son", "Moonshadow" och "Morning has Broken". Totalt har han sålt över 60 miljoner album.

## Biografi

### Tidiga år
Stephen Georgious mor (Ingrid Wickman, 1915–1989) var svenska och hans far (Stavros Georgiou, 1900–1978) grekcypriot. När föräldrarna skildes i tidiga år bodde Georgiou en tid i Gävle (där han gick på Solängsskolan 1956-57) med sin mor, för att sedan återvända till London där hans far bodde.

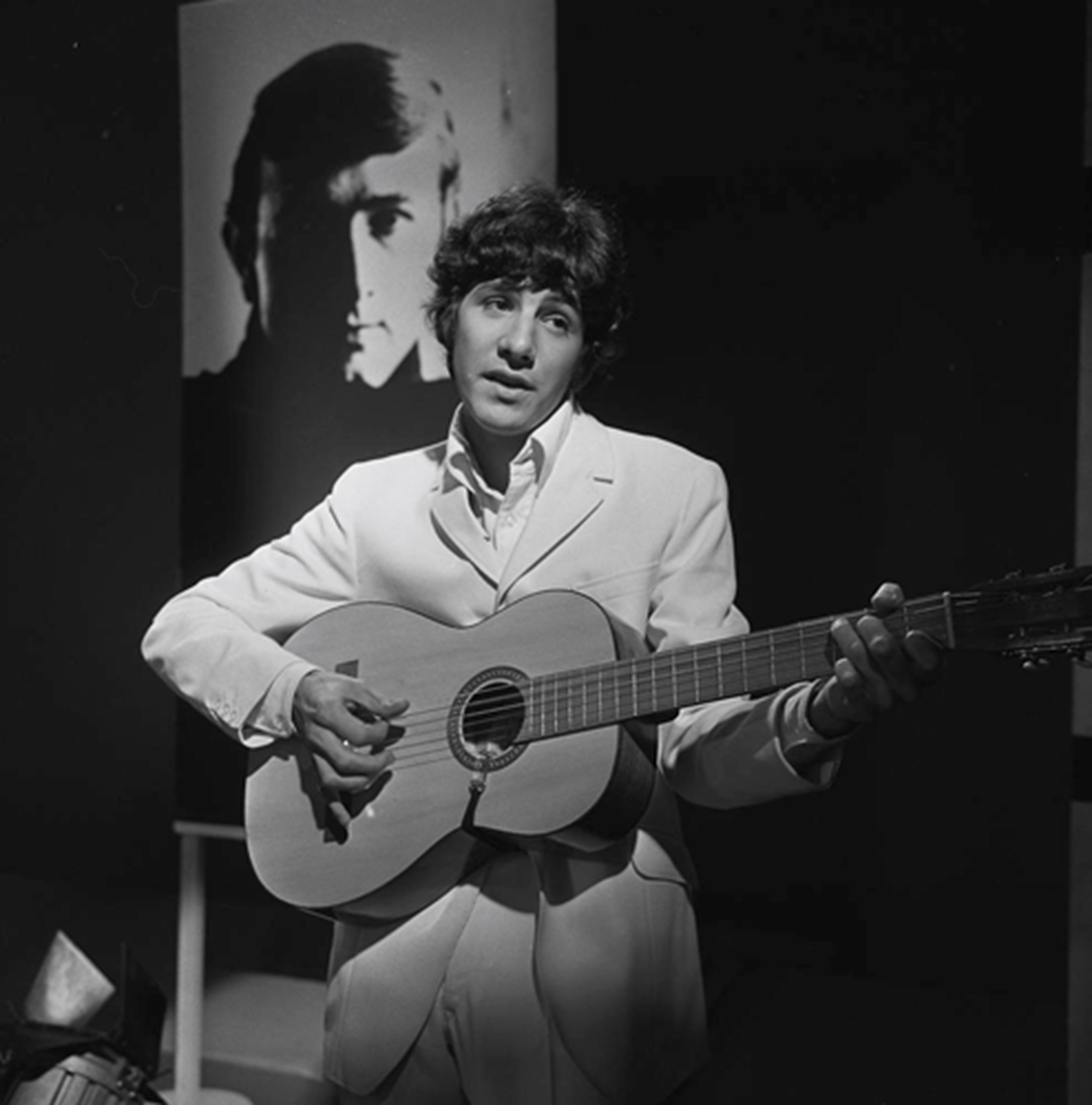
Cat Stevens i nederländsk TV, hösten 1966.

Musikkarriären började 1966, och han beslöt tidigt att välja ett artistnamn. En flickvän till honom sa att han hade ögon som en katt. Som Cat Stevens slog han 1966 igenom med låten I Love My Dog, och året efter kom "Matthew and Son". Den sistnämnda titellåten till Cat Stevens debutalbum nådde plats två på den brittiska singellistan.

### TBC och nystart
1969 drabbades Cat Stevens av svår tuberkulos, och hans tillfrisknande tog ett helt år. Under sin sjukdomstid började han fundera över livet och dess andliga sidor. Han studerade meditation, yoga och metafysik och läste om olika religioner. Dessutom övergick han till vegetarisk kost. Under konvalescenstiden skrev han cirka 40 olika låtar, av vilka många hamnade på hans kommande album.

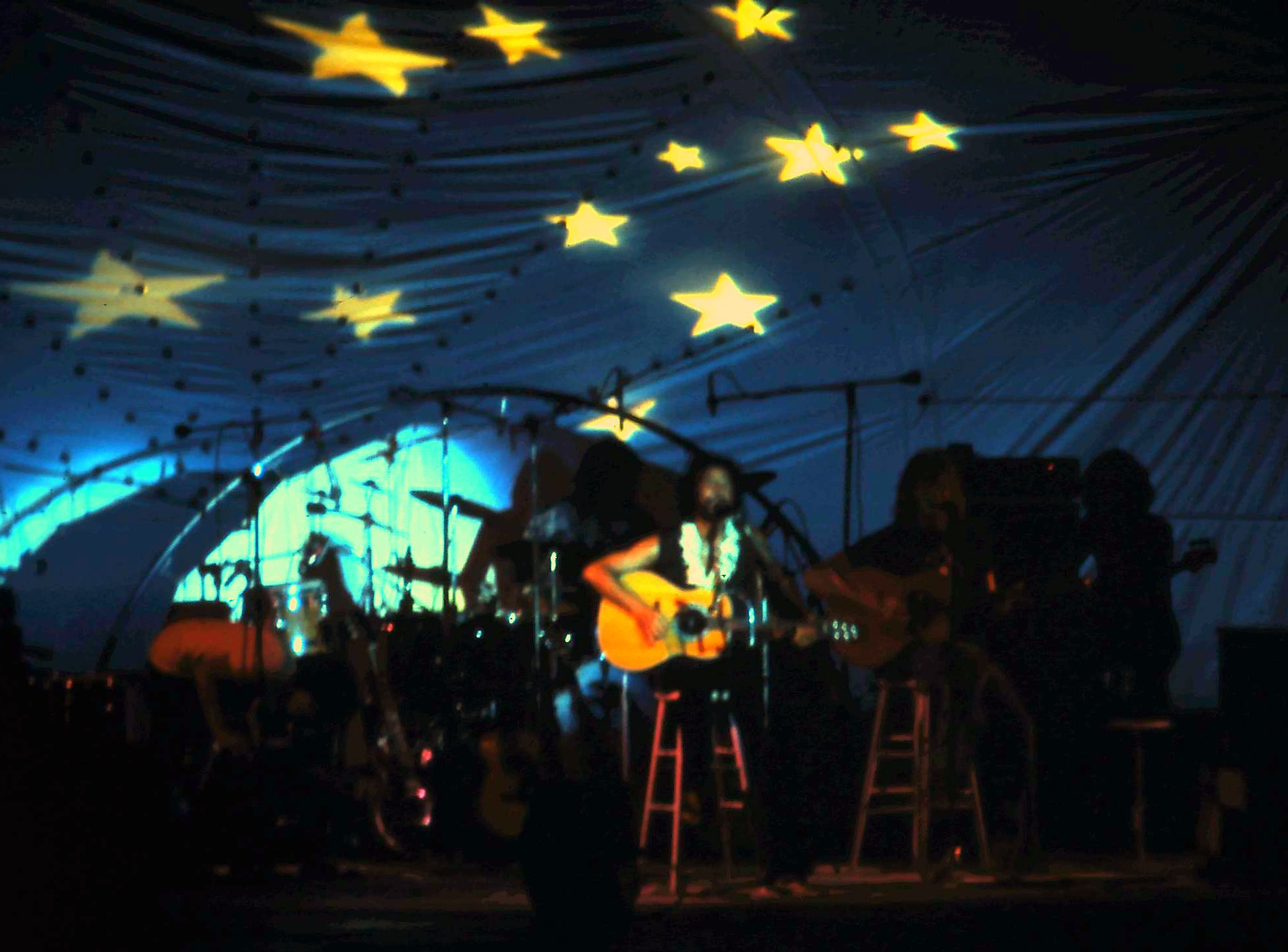
Cat Stevens under konsert på Oahu, Hawaii (1974). Scendekoren återspeglar sången "Boy with a Moon & Star on His Head" från Catch Bull at Four.

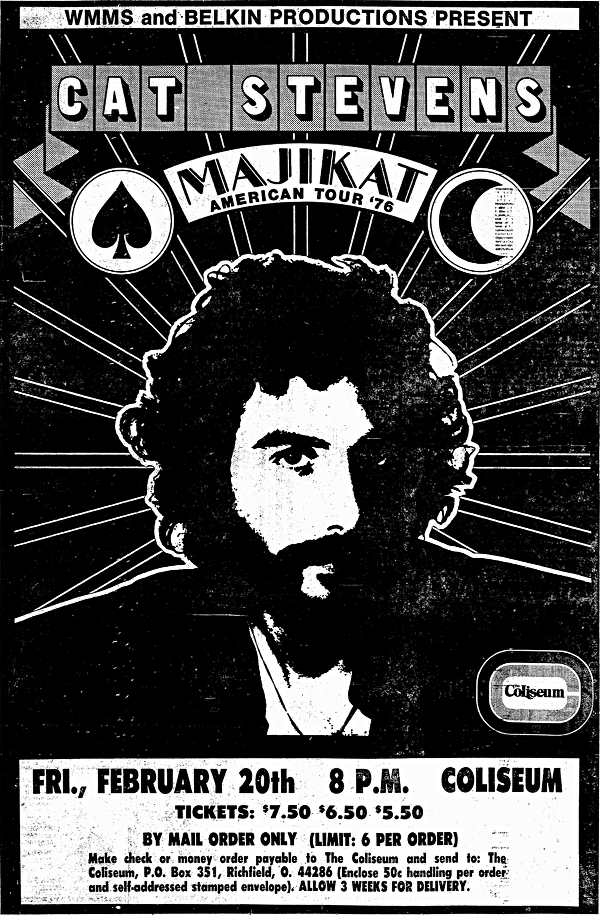
Konsertaffisch från januari 1976.

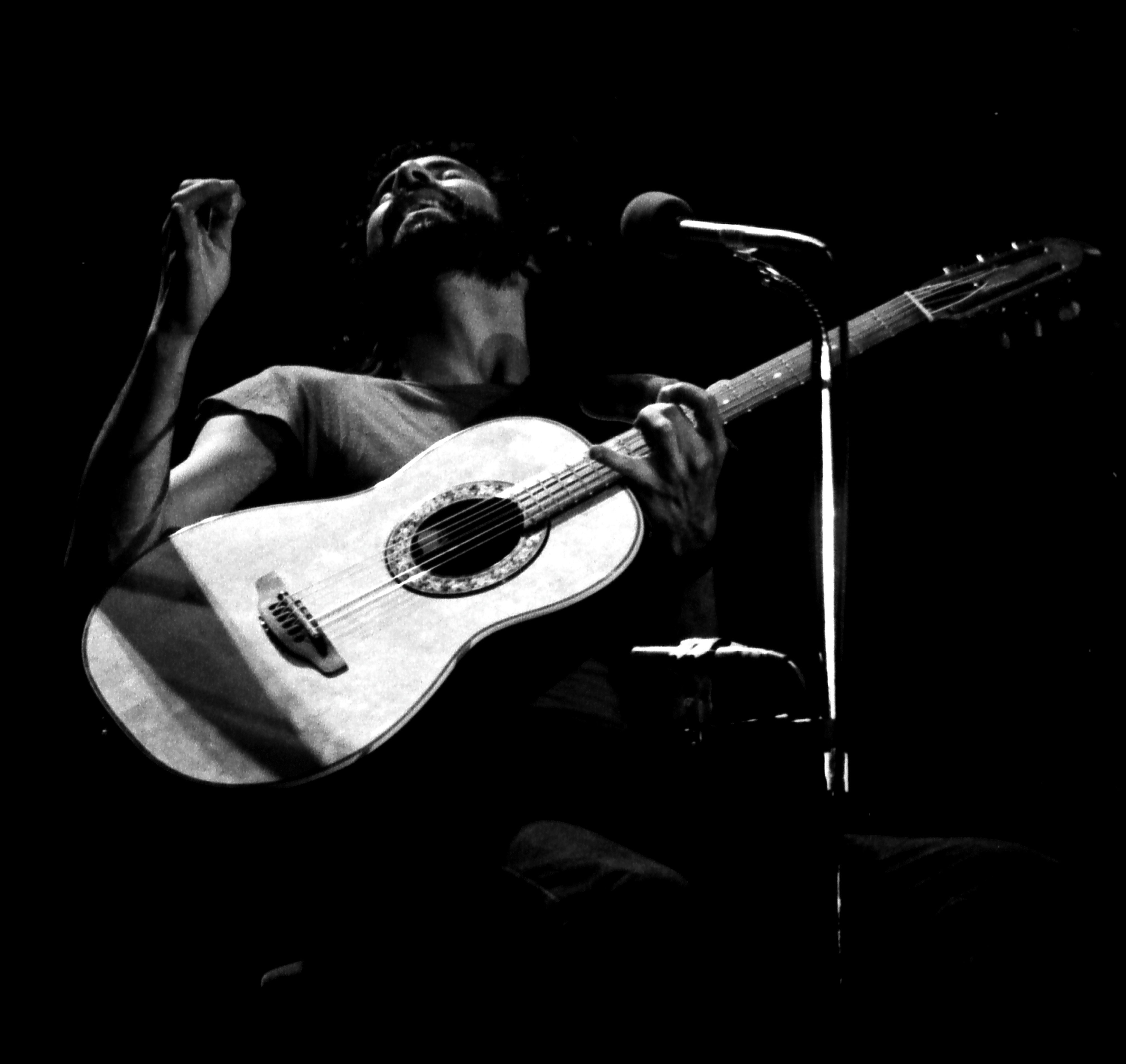
Cat Stevens i Böblingen, Tyskland 1976.

Under det tidiga 1970-talet presenterades klassiker som "Wild World", "Father and Son", "Can't Keep It In", "Moonshadow", "The First Cut Is the Deepest" samt "Morning has Broken".

### 1980- och 1990-talet
1977 konverterade Cat Stevens till islam, 1978 antog han sitt nuvarande namn Yusuf Islam. Själv har han förklarat sin andliga utveckling som successiv och omvändelsen som en logisk följd och slutsats efter många års funderingar.
Under några års tid vägrade han göra några artistiska framträdanden, men han gjorde comeback 1985 under en insamlingsgala för de behövande i Etiopien. Sedan dess har han ägnat sig åt framföranden av islamisk musik för att samla ihop till välgörande ändamål. Han är mycket aktiv i den muslimska sfären i London, och har gett ut många böcker.
Han väckte uppmärksamhet och fick kritik efter uttalanden i intervjuer där han gav sitt stöd till den iranska fatwan som innebar en dödsdom mot författaren Salman Rushdie. Yusuf Islam har i efterhand hävdat att hans ord misstolkats av media och att han aldrig stött fatwan. Salman Rushdie menar däremot att Yusuf Islam i efterhand försöker skriva om historien, att han inte missuppfattats utan tvärtom stod fast vid sina uttalanden vid senare intervjuer.

### 2000- och 2010-talet

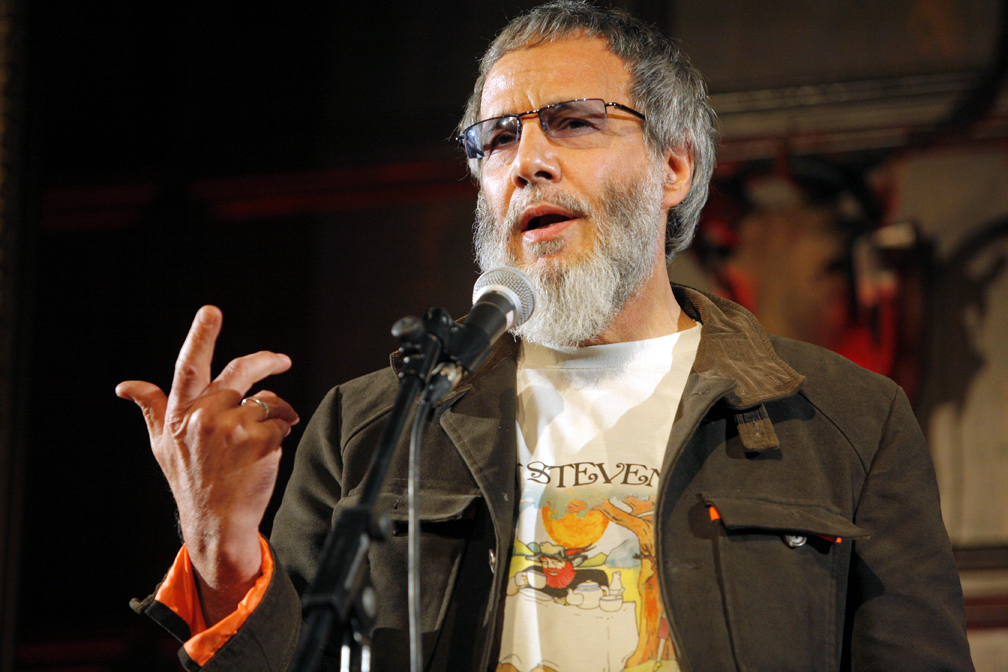
Yusuf Islam 2009, iförd en Cat Stevens-tröja.

Yusuf Islam driver sedan 2000 den av FN prisade hjälporganisationen Small Kindness. Sedan 2006 har han presenterat musikalbum under sitt förnamn Yusuf. Under 2010-talet har han återigen börjat turnera och då allt oftare synts som Cat Stevens/Yusuf. Anno 2018 är det också via webbplatsen Catstevens.com som han marknadsför sig på internet.

## Diskografi (album)
Studioalbum som Cat Stevens
- 1966 – Matthew & Son
- 1967 – New Masters
- 1970 – Mona Bone Jakon
- 1970 – Tea for the Tillerman
- 1971 – Teaser and the Firecat
- 1972 – Catch Bull at Four
- 1973 – Foreigner
- 1974 – Buddha and the Chocolate Box
- 1974 – Saturnight
- 1975 – Numbers
- 1977 – Izitso
- 1978 – Back to Earth

Studioalbum som Yusuf Islam
- 1995 – The Life of the Last Prophet
- 1999 – Prayers of the Last Prophet
- 2000 – A Is for Allah
- 2001 – Bismillah
- 2002 – In Praise of the Last Prophet
- 2003 – I Look I See
- 2004 – Night of Remembrance
- 2006 – Footsteps in the Light
- 2008 – I Look, I See 2
- 2014 – The Story of Adam and Creation

Studioalbum som Yusuf
- 2006 – An Other Cup
- 2009 – Roadsinger
- 2014 – Tell 'Em I'm Gone

Studioalbum som Yusuf / Cat Stevens
- 2017 – The Laughing Apple
- 2020 – Tea for the Tillerman 2
- 2023 – King of a Land

Livealbum
- 1974 – Saturnight
- 1995 – Bitterblue
- 2004 – Majikat
- 2008 – Tea for the Tillerman: Live